# برنامج معالجة البيئة في الكويت

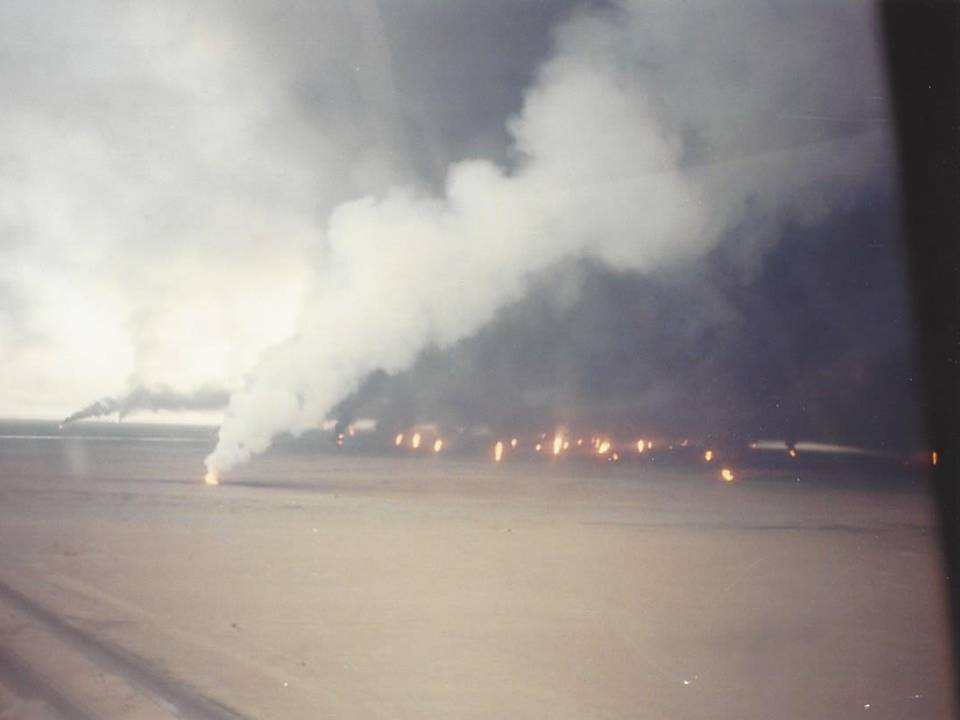
حرائق آبار النفط في جنوب الكويت، 1991

برنامج معالجة البيئة في الكويت هو خطة تهدف إلى تطهير مساحات واسعة من التربة الملوثة في الكويت. وهو معني بإزالة أضرار بيئية خطيرة نجمت عنحرب الخليج عام 1991. الهدف من البرنامج هو تطهير مساحة تبلغ حوالي 114 ميلًا مربعًا (300 كيلومتر مربع). تعتبر أكبر عملية إصلاح بيئي داخلي تقدر قيمت بحوالي 3 مليارات دولار منذ بداية المشروع.
بعد حرب الخليج، ترك الجيش العراقي المنسحب خلفه ما يقدر بنحو 2 مليون لغم أرضي. وفي أعقاب برامج إزالة الذخائر غير المنفجرة السابقة وبرنامج الكويت لإعادة إعمار المناطق المتضررة، تم إزالة ما يقدر بنحو 1.65 مليون لغم. ومع ذلك، يقدر عدد الألغام المتبقية في صحراء الكويت بنحو 350 ألف لغم.
في أواخر عام 2023، قامت شركة نفط الكويت[بحاجة لتوضيح] بتوقيع عقود جديدة بقيمة 1.7 مليار دولار.

## الشركات المعنية
وافقت شركة نفط الكويت على الشركات التالية وحصلت على عقود للعمل في مناطقها الخاصة.

### الإدارة
وورلي (مستشارو إدارة المشاريع)

### شمال الكويت

#### المنطقة 1
تبلغ القيمة الإجمالية لعقد (المنطقة 1) 193.58 مليون دولار.
- شركة لامور[1]
- شركة خالد علي الخرافي وإخوانه للمقاولات الإنشائية[6]

#### المنطقة 2
تبلغ القيمة الإجمالية لعقد (المنطقة 2) نحو 188 مليون دولار.
- شركة الكويت لبناء ومقاولات المصانع[7]

### جنوب الكويت

#### المنطقة 1
تبلغ القيمة الإجمالية لعقد (المنطقة 1) 196.53 مليون دولار.
- شركة لامور[1]
- شركة خالد علي الخرافي وإخوانه للمقاولات الإنشائية[6]

#### المنطقة 2
تبلغ القيمة الإجمالية لعقد (المنطقة 2) 185.2 مليون دولار.
- مشروع مشترك لشركة الصناعات الهندسية الثقيلة وبناء السفن[8]
- شركة هانغتشو زاوبينست المحدودة

#### المنطقة 3
القيمة الإجمالية لعقد المنطقة 3 هي 250.6 مليون دولار.
- شركة إنشاءات الساير للتجارة العامة والمقاولات

### إزالة الألغام الأرضية
- سيف لين العالمية [9]

## تاريخ

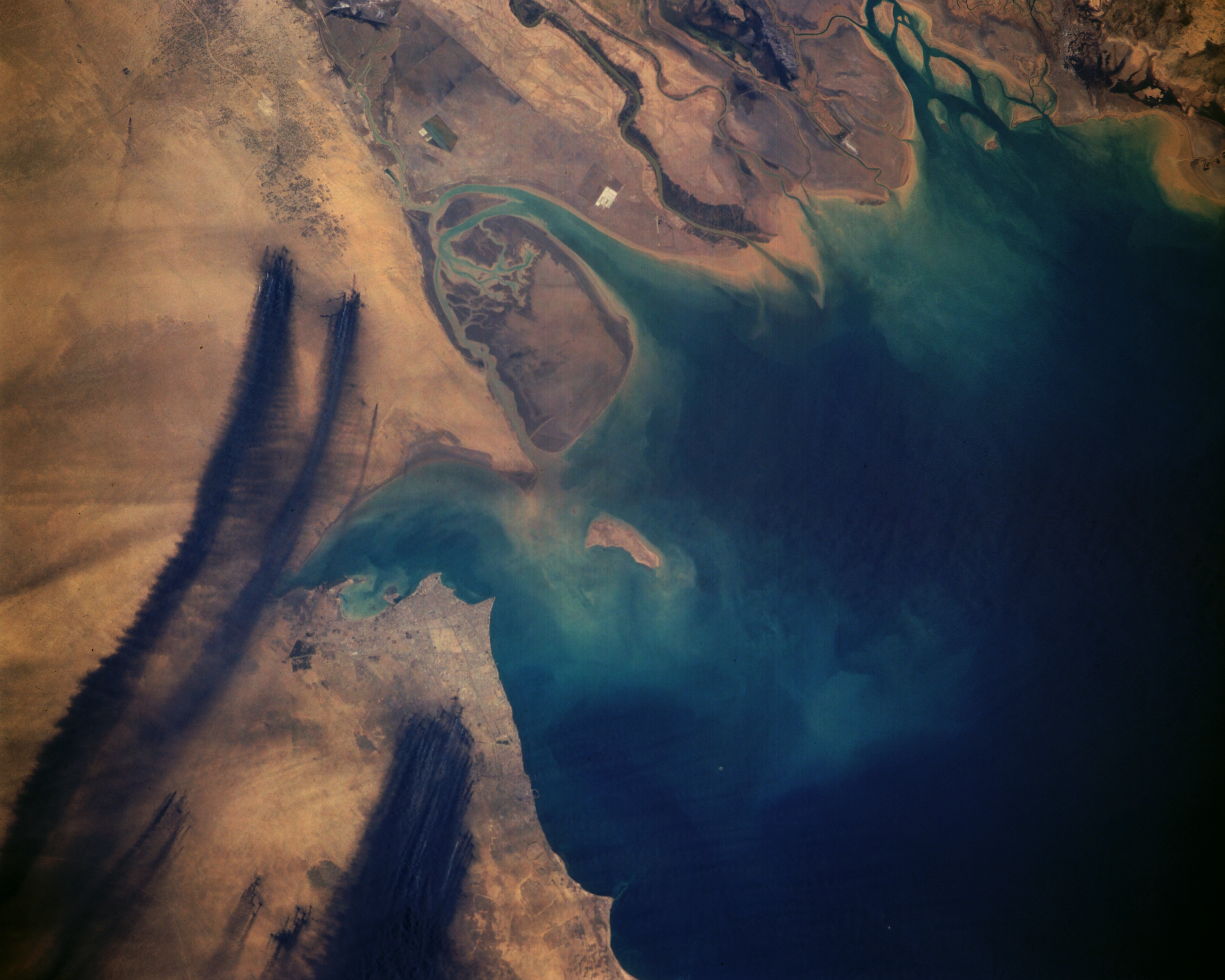
حرائق النفط الكويتية التي تم التقاطها بواسطة (STS-037) في 7 أبريل 1991 أثناء حرب الخليج

خلال حرب الخليج عام 1991، قام الجيش العراقي بالتسبب في حرائق آبار النفط الكويتية كشكل من أشكال حرب الأرض المحروقة في محاولة لوقف قوات التحالف. خلال حربي العراق عامي 1991 و2003، بقيت كميات كبيرة من الذخائر غير المنفجرة في الكويت. في عام 2013، تم إنشاء برنامج إعادة التأهيل البيئي من قبل شركة نفط الكويت. 